# Juan Alano
Juan Matheus Alano Nascimento, noto semplicemente come Juan Alano (Curitiba, 2 settembre 1996), è un calciatore brasiliano, centrocampista del Gamba Osaka.

## Caratteristiche tecniche
È un centrocampista centrale, dotato di buona tecnica di base. Può giocare anche come esterno sinistro di centrocampo.

## Carriera
Cresciuto nelle giovanili dell'Internacional ha esordito il 24 febbraio 2017 in occasione di un match di Copa Sul-Minas-Rio vinto 3-1 contro il Criciúma.

## Statistiche

### Presenze e reti nei club
Statistiche aggiornate all'8 dicembre 2024.
| Stagione               | Squadra                | Campionato             | Campionato | Campionato | Coppe nazionali | Coppe nazionali | Coppe nazionali | Coppe continentali | Coppe continentali | Coppe continentali | Altre coppe | Altre coppe | Altre coppe | Totale | Totale | Totale |
| Stagione               | Squadra                | Comp                   | Pres       | Reti       | Comp            | Pres            | Reti            | Comp               | Pres               | Reti               | Comp        | Pres        | Reti        | Pres   | Reti   |        |
| ---------------------- | ---------------------- | ---------------------- | ---------- | ---------- | --------------- | --------------- | --------------- | ------------------ | ------------------ | ------------------ | ----------- | ----------- | ----------- | ------ | ------ | ------ |
| 2017                   | Internacional          | PL+B                   | 1+12       | 0          | CB              | 0               | 0               | -                  | -                  | -                  | -           | -           | -           | 13     | 0      |        |
| 2018                   | Internacional          | PD/RS+A                | 7+9        | 0          | CB              | 2               | 0               | -                  | -                  | -                  | -           | -           | -           | 18     | 0      |        |
| gen. 2019              | Internacional          | PD/RS                  | 1          | 0          | -               | -               | -               | -                  | -                  | -                  |             | -           | -           | 1      | 0      |        |
| Totale Internacional   | Totale Internacional   | Totale Internacional   | 9+21       | 0          |                 | 2               | 0               |                    | -                  | -                  |             | -           | -           | 32     | 0      |        |
| feb.-nov. 2019         | Coritiba               | A1/PR+B                | 10+33      | 0+5        | CB              | 1               | 0               | -                  | -                  | -                  | -           | -           | -           | 44     | 5      |        |
| 2020                   | Kashima Antlers        | J1                     | 30         | 4          | CdL             | 2               | 0               | ACL                | 1                  | 0                  | -           | -           | -           | 33     | 4      |        |
| 2021                   | Kashima Antlers        | J1                     | 27         | 3          | CG+CdL          | 2+4             | 0+1             | -                  | -                  | -                  | -           | -           | -           | 33     | 4      |        |
| gen.-lug. 2022         | Kashima Antlers        | J1                     | 12         | 1          | CG+CdL          | 3+4             | 0               | -                  | -                  | -                  | -           | -           | -           | 19     | 1      |        |
| Totale Kashima Antlers | Totale Kashima Antlers | Totale Kashima Antlers | 69         | 8          |                 | 15              | 1               |                    | -                  | -                  |             | -           | -           | 85     | 9      |        |
| ago.-dic. 2022         | Gamba Osaka            | J1                     | 11         | 1          | -               | -               | -               | -                  | -                  | -                  | -           | -           | -           | 11     | 1      |        |
| 2023                   | Gamba Osaka            | J1                     | 28         | 7          | CG+CdL          | 1+7             | 0               | -                  | -                  | -                  | -           | -           | -           | 36     | 7      |        |
| 2024                   | Gamba Osaka            | J1                     | 20         | 1          | CG+CdL          | 3+0             | 0               | -                  | -                  | -                  | -           | -           | -           | 23     | 1      |        |
| Totale Gamba Osaka     | Totale Gamba Osaka     | Totale Gamba Osaka     | 59         | 9          |                 | 11              | 0               |                    | -                  | -                  |             | -           | -           | 70     | 9      |        |
| Totale carriera        | Totale carriera        | Totale carriera        | 201        | 22         |                 | 29              | 1               |                    | 1                  | 0                  |             | -           | -           | 231    | 23     |        |